# Dorfkirche Hindenburg (Templin)

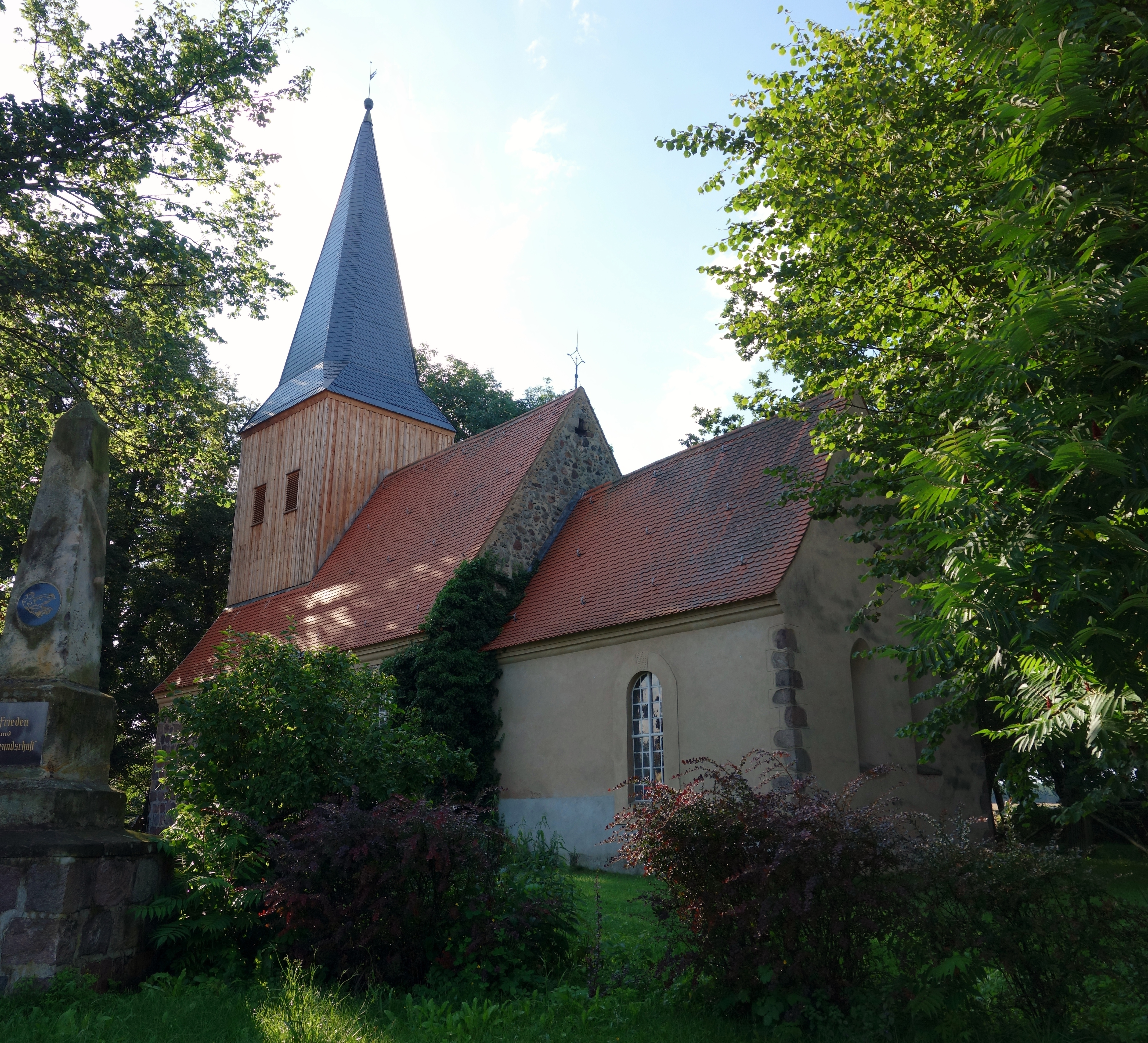
Dorfkirche Hindenburg (Templin)

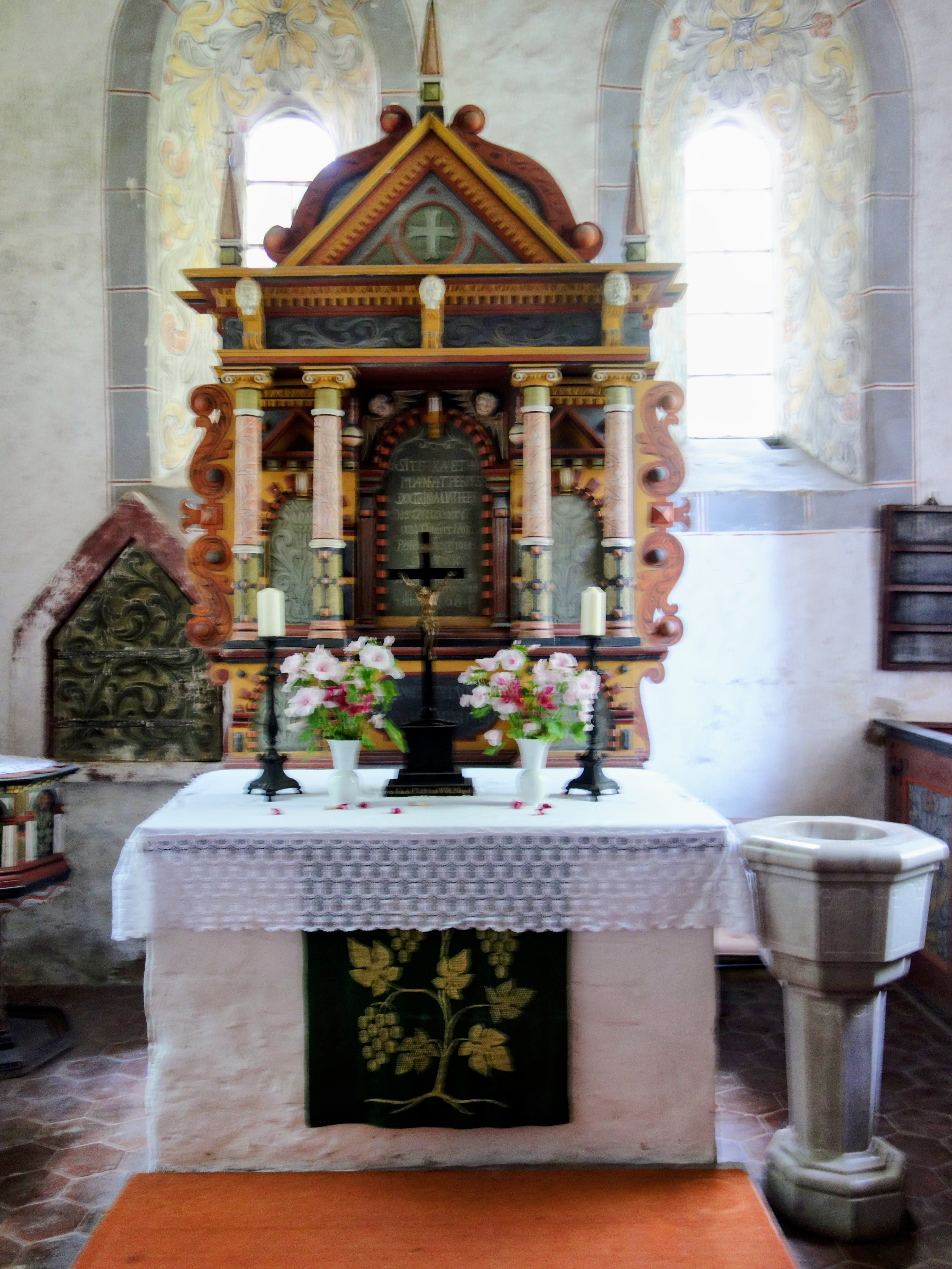
Altar

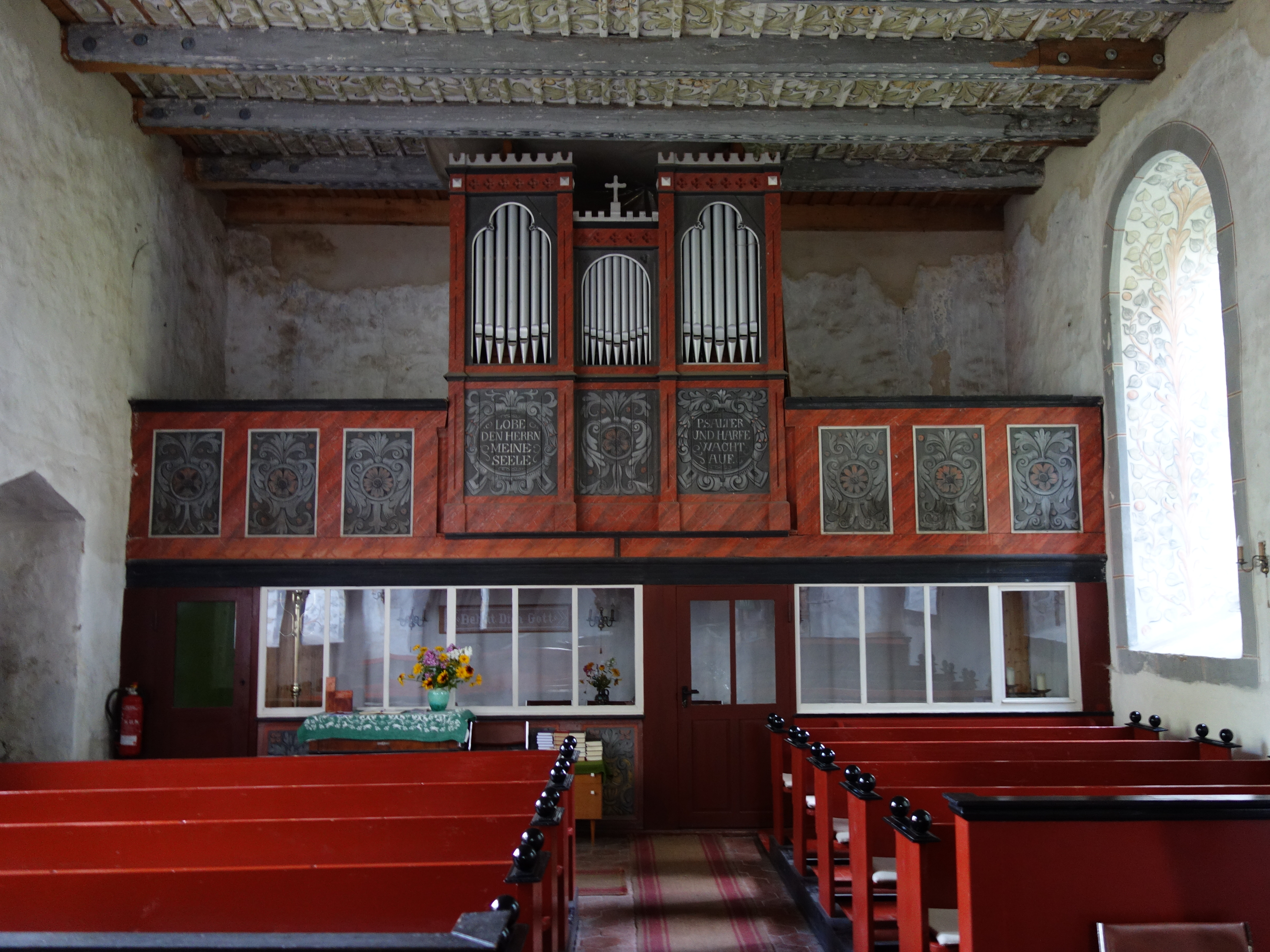
Innenansicht nach Westen

Die evangelische Dorfkirche Hindenburg ist eine gotische Saalkirche im Ortsteil Hindenburg von Templin im Landkreis Uckermark in Brandenburg. Sie gehört zum Pfarrsprengel Hammelspring im Kirchenkreis Oberes Havelland der Evangelischen Kirche Berlin-Brandenburg-schlesische Oberlausitz.

## Geschichte und Architektur
Die Kirche ist ein flachgedeckter Feldsteinsaal mit eingezogenem Rechteckchor und Westturm von Schiffsbreite aus der zweiten Hälfte des 13. Jahrhunderts. Der verbretterte Turmaufsatz mit hohem Spitzhelm stammt aus dem Jahr 1768 und wurde in den Jahren 1992–1995 restauriert. Die beiden Fenster der Ostwand stammen noch aus der Bauzeit, die übrigen wurden rundbogig vergrößert; der Chor wurde verputzt, vermutlich zu Anfang des 20. Jahrhunderts.
Innen ist die Spitzbogenöffnung zwischen Turm und Schiff zugesetzt; unter der Westempore ist eine Winterkirche eingebaut. In der Ostwand links ist eine spitz geschlossene Sakramentsnische mit hölzerner und eiserner Tür eingelassen. Bei der umfassenden Restaurierung im Jahr 1907 wurde die ornamentale Bemalung der Balkendecke von 1689 erneuert und auf Fensterlaibungen und Gestühlsprospekte ausgedehnt, gleichzeitig wurden die Fassungen der Ausstattungsstücke überarbeitet.

## Ausstattung
Hauptstück der Ausstattung ist ein hölzerner Altaraufsatz aus dem Jahr 1621 (nach der Inschrift auf der Rückseite), der im Jahr 1666 von C. Weger restauriert wurde, mit je zwei ionischen Säulchen seitlich einer im Jahr 1684 als Mittelteil eingefügten Inschriftentafel: SIT FIXA ET MANEAT PERPES DOCTRINA LUTHERI – „Fest stehe und beständig bleibe die Lehre Luthers“. 
Die hölzerne Kanzel ist mit Ecksäulchen am polygonalen Korb gestaltet, weiterhin ist eine hölzerne Taufe aus dem ersten Viertel des 17. Jahrhunderts vorhanden. Ein hölzernes Epitaph erinnert an den Kirchenvorsteher Joachim Duncko († 1707) mit einem zweigeschossigen Aufbau, die Inschriftfelder sind jeweils von Säulchen gerahmt.
Zur Ausstattung gehören ein Zinnkelch aus dem 17./18. Jahrhundert, eine zinnerne Taufschale aus dem 17. Jahrhundert und eine Glocke aus dem Jahr 1535.
Die Orgel ist ein Werk von Albert Kienscherf aus dem Jahr 1890 mit sechs Registern auf einem Manual und Pedal, deren Prospektpfeifen nach ihrer Ablieferung für Kriegszwecke 1917 später durch Zinkpfeifen ersetzt wurden.